# Elmar Hillebrand

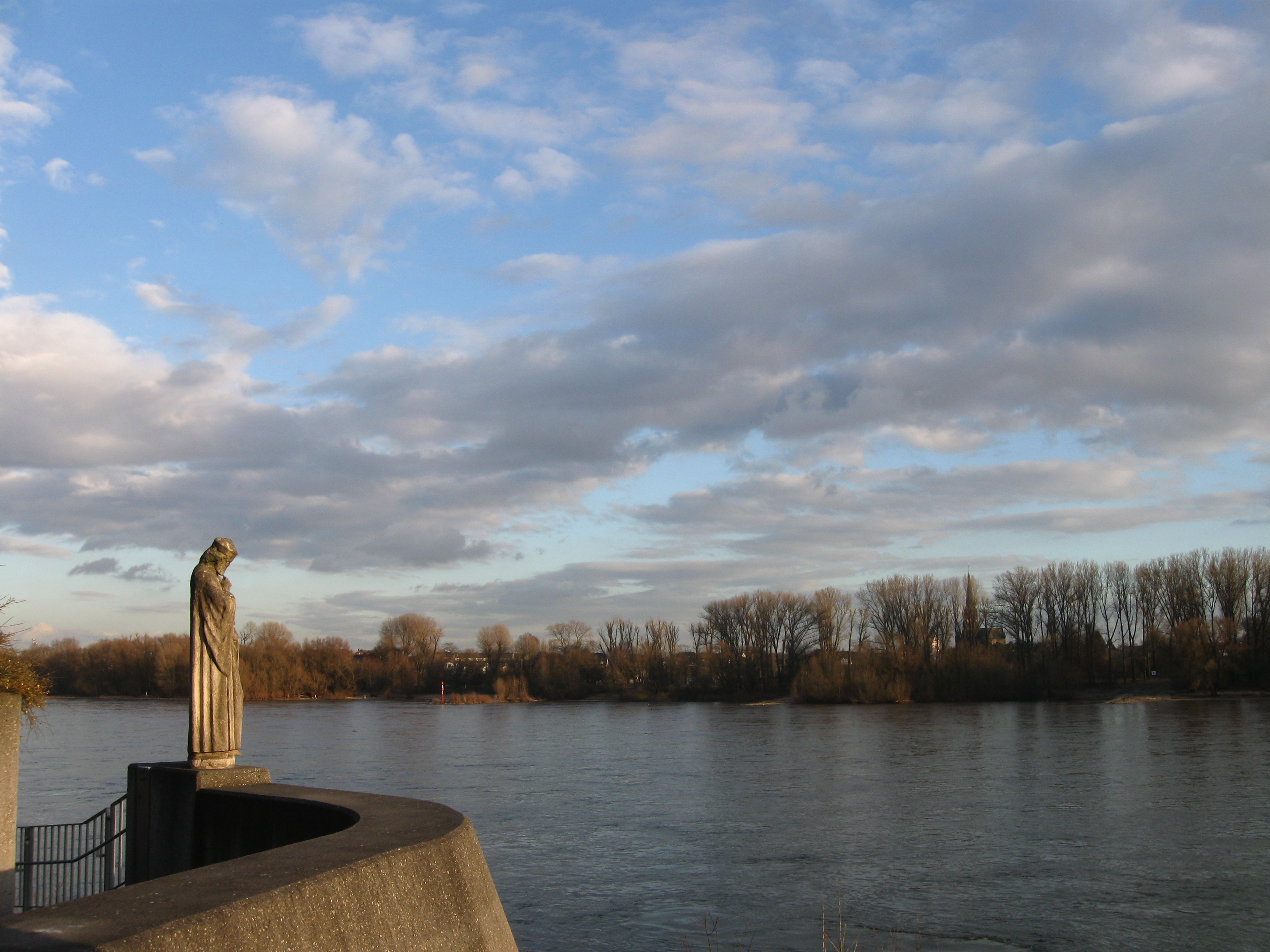
Nepomukfigur vom Kölner Dom, die Elmar Hillebrand 1978 am Weißer Rheinbogen aufstellen ließ.

Elmar Hillebrand (* 11. Oktober 1925 in Köln; † 8. Januar 2016 ebenda) war ein deutscher Bildhauer.

## Leben und Ausbildung
Elmar Hillebrand erlebte nach seinem Abitur am Apostelgymnasium (1943) anschließende Kriegsdienst und Kriegsgefangenschaft. Er studierte von 1946 bis 1950 an der Kunstakademie Düsseldorf bei Joseph Enseling und als Meisterschüler bei Ewald Mataré, unter anderem zusammen mit Joseph Beuys. Nach einem Studium an der Académie de la Grande Chaumière in Paris bei Ossip Zadkine sowie Auslandsaufenthalten und Reisen (u. a. nach Algerien) stellte er 1952 erstmals eigene Arbeiten aus.
Nach einer Tätigkeit an der Dombauhütte Köln wurde er 1964 als außerordentlicher Professor für Plastik an die Fakultät für Architektur der RWTH Aachen berufen (ab 1967 ordentlicher Professor, seit 1988 emeritiert). Im Jahr 1968 gehörte er zusammen mit zahlreichen anderen Professoren der RWTH Aachen zu den Unterzeichnern des „Marburger Manifestes“, das eine akademische Front gegen die aufkommende Mitbestimmung an den Hochschulen bildete.
Hillebrand hat eine Vielzahl von Werken geschaffen, die sichtbar im öffentlichen Raum aufgestellt wurden, darunter die Statue in der Lobby der UNO-City Wien sowie Statuen in Kirchen und an verschiedenen öffentlichen Plätzen in Europa. Als Hillebrands Hauptwerk gilt der Hauptaltar des Kölner Doms. Prägend für sein Wirken war außerdem sein Engagement beim Wiederaufbau der romanischen Kirchengebäude in Köln, wo er eng mit Architekten wie Hans Schilling und Gottfried Böhm zusammenarbeitete. Wichtig für Elmar Hillebrand war die kollegiale Zusammenarbeit mit Künstlerkollegen der Kölner Schule wie Theo Heiermann, Jochem Pechau, Hans Karl Burgeff, Karl Matthäus Winter, Klaus Balke und anderen.
Hillebrand lebte und arbeitete in Köln-Weiß. Sein Sohn Johannes Hillebrand ist ebenfalls Bildhauer, sein Sohn Clemens Hillebrand Maler.
Im Mai 2011 übergab er seinen Nachlass der Jahre 1952 bis 2009 dem Historischen Archiv des Erzbistums Köln.

## Ehrungen und Auszeichnungen
- Großer Kunstpreis der Stadt Köln (1961)
- Große Silberne Medaille der Stadt Rom (1961)[9]

## Werke (Auswahl)
- Hauptaltar im Dom zu Köln

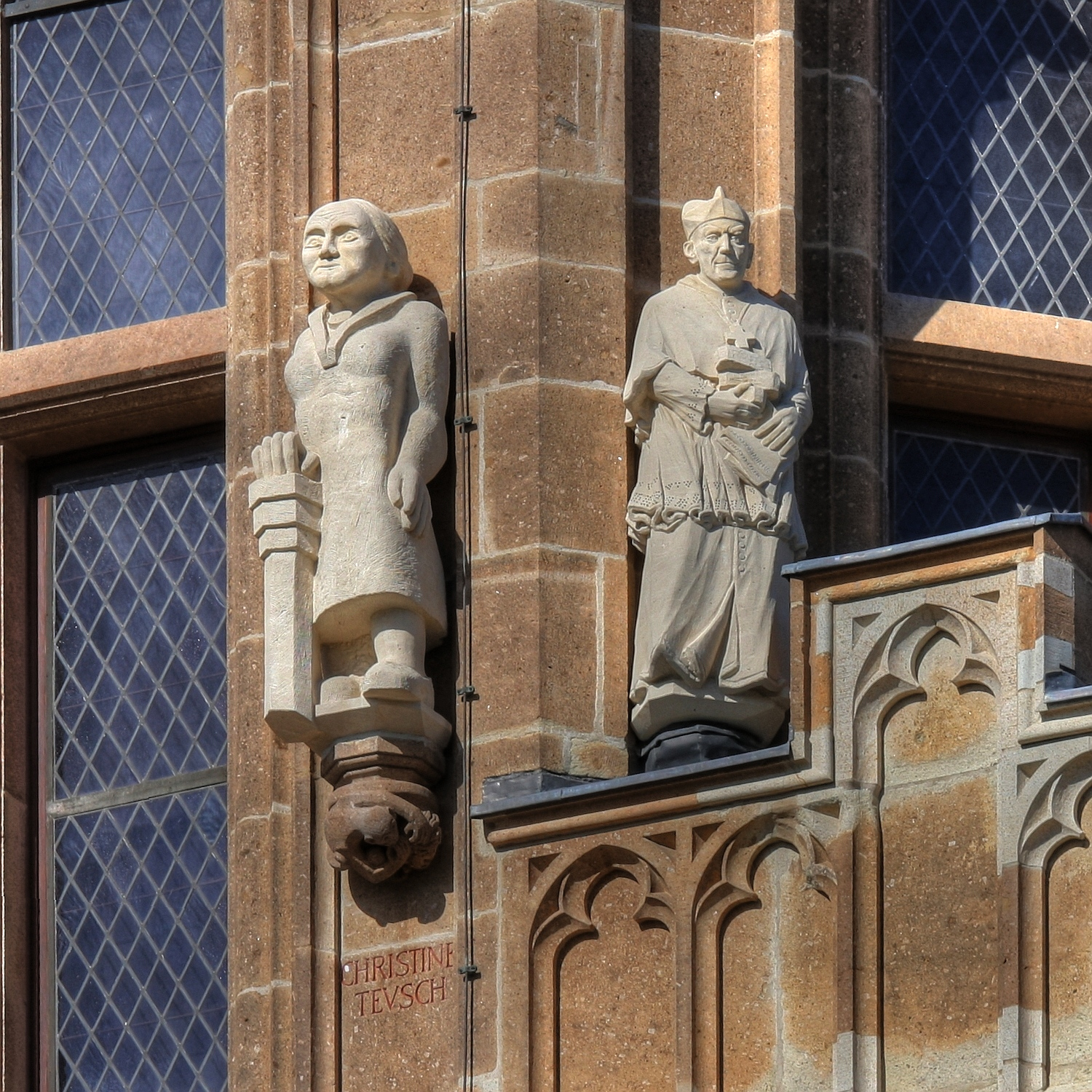
Rathausturm Köln, rechts Hillebrands Statue von Kardinal Frings

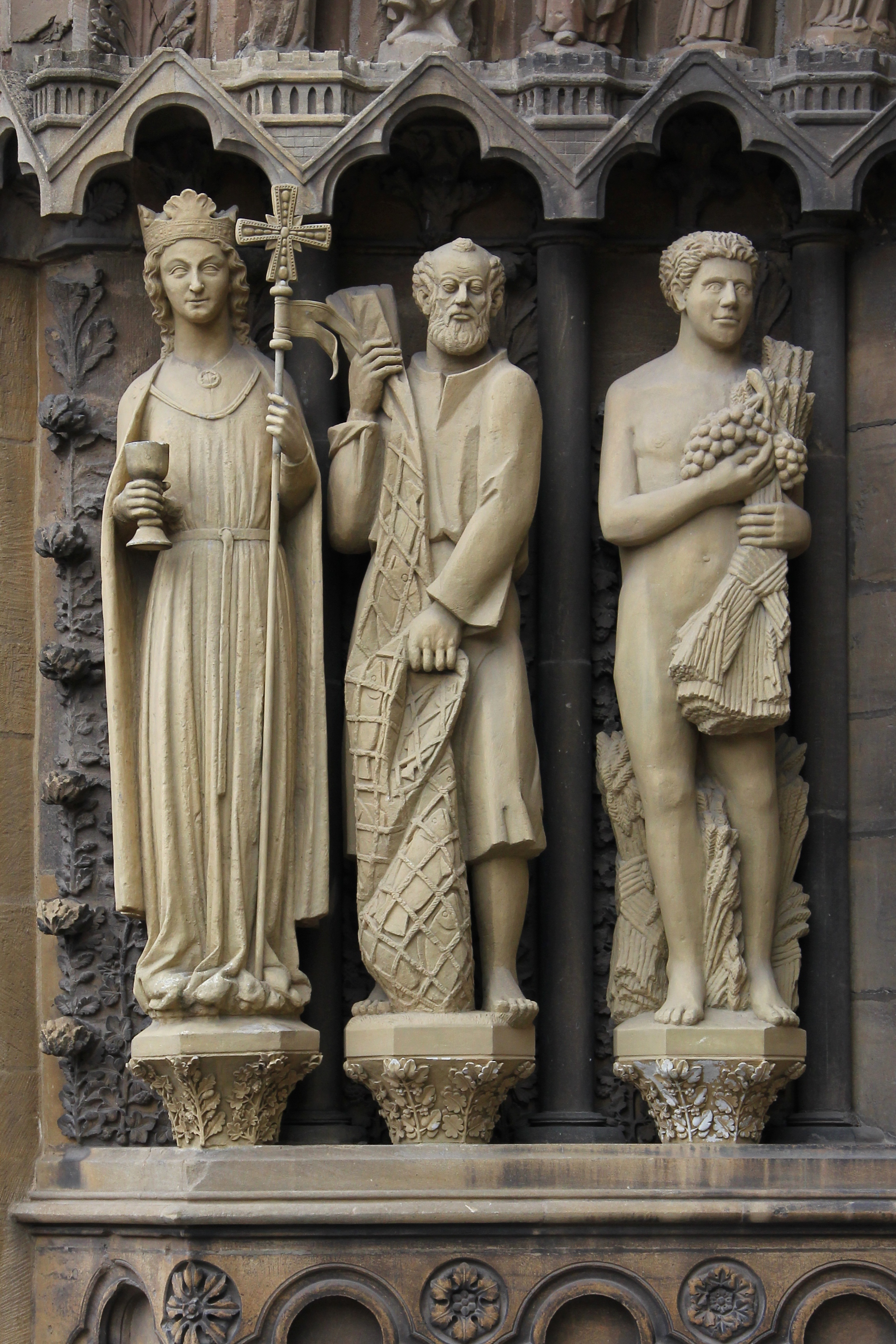
Figurengruppe am Westportal der Liebfrauenkirche (Trier), Statue des Adam von Hillebrand

- Hauptaltar, Ambo, Chorgestühl, Chorschranken, Mosaikteppich, Kathedra des Erzbischofs, Mariensäule, umrahmende Architekturmalereien in der Kapelle des hl. Korbinian in der Frauenkirche (München)
- Hauptaltar im Dom zu Osnabrück
- Hauptaltar im Dom zu Eichstätt
- Altarinsel, Hochaltar und Ambo im Trierer Dom[10]
- Figurenzyklus „Adam“ in der Trierer Liebfrauenbasilika[10]
- Kreuzweg aus Bronze, nördliche Tür aus Eichenholz und Steindeckel des Kunibertspütz in St. Kunibert in Köln
- Sakramentskapelle, Sakramentsaltar, Steinteppich, Eisengitter, Kirchenbänke, Wetterfahne in der Kirche Neu St. Alban in Köln (Stadtgarten) – Architekt: Hans Schilling
- Wetterfahne auf Klein St. Martin mit Bild des Heiligen, Köln
- Wetterfahne auf Groß St. Martin und Plastik aus Weiberner Tuff im Giebel der Sakristei
- Wetterfahne auf St. Andreas, Köln[11]
- Statue von Joseph Kardinal Frings am Kölner Ratsturm
- Statue des St. Severin an der Severinsbrücke in Köln
- zwei Statuen (Der gute Hirte und Jakobs Kampf mit dem Engel) aus Wirbelau-Marmor vor der Kirche St. Bruno in Köln
- Bronzestatue von Kardinal Joseph Frings vor dem Münster St. Quirinus, Neuss
- Stadtbrunnen in Neuss
- Brunnen im Innenhof des Regierungspräsidiums Köln
- Brunnen vor dem Statistischen Landesamt in Düsseldorf
- Brunnensäule im Innenhof der Technischen Hochschule Aachen
- Brunnen am Kirchplatz vor St. Peter in Heimstetten bei München
- Brunnendenkmal als Mahnmal für die ehemalige Synagoge auf dem Lappenberg in Hildesheim, 1979.
- Kreuz in der Kirche St. Peter in Heimstetten bei München (Architekt: Alexander von Branca)
- Statue des Hl. Franziskus in der Lobby der UNO-City, Wien
- Altarfries im Essener Münster
- Hauptaltar in der Kirche und Altar in der nördlichen Seitenapsis von St. Pantaleon (Köln)
- Hauptaltar in der romanischen Kirche St. Maria in Lyskirchen in Köln – Architekt bei der Renovierung: Karl Band
- Ausstattung von St. Ursula (Kalscheuren) – Architekt: Gottfried Böhm
- Ausstattung von St. Adelheid (Niederhövels) – Architekt: Wilhelm Schlombs
- Ausstattung von St. Maria Hilf (Heide) – Architekt: Fritz Schaller
- Ausstattung und Wetterfahnen von St. Mauritius (Köln) – Architekt: Fritz Schaller
- Triumphkreuz und Ambo im Mönchengladbacher Münster
- Altar, Kanzel und Kommunionsbänke in Sankt Raphael, Wuppertal-Langerfeld
- Altarinsel und Portalrelief der Abtei St. Erentraud, Kellenried, Berg (Schussental)
- Statue von Kardinal Clemens August Graf von Galen in Haltern am See
- Portal der Brotvermehrungskirche in Tabgha, Israel
- Portal im Campo Santo Teutonico in Rom
- Portal in der Schlosskirche St. Maria von den Engeln in Brühl
- Relief mit Darstellung des Erzengels Michael an der nördlichen Außenwand der Kirche St. Peter in Zülpich
- Altäre, Kreuzwegstationen und Chorgitter im Dom St. Blasien, Südschwarzwald
- Kreuzwegstationen in St. Johann Baptist zu Erkrath
- Gesamtentwurf und Südseite des Mahnmals für die Synagoge am Lappenberg, Hildesheim[12]
- Intarsienteppich bei der Bodengestaltung im Paul-Ehrlich-Institut, Langen
- Bodengestaltung in der romanischen Kirche St. Gereon, Köln
- Künstlerische Gestaltung der Krypta mit dem Grab der seligen Ulrika von Hegne in der Kirche St. Konrad des Klosters Hegne, Allensbach[13]
- Fünf Bronzebögen (1981), Zierbrunnen mit Pflanzen- und Tiermotiven. Standort: Landesbetrieb Information und Technik, Bankstraße Ecke Mauerstraße, Düsseldorf
- Altarhängekreuz, Franziskustafel mit Seitentafeln von Clemens Hillebrand, Sonnengesang des Franz von Assisi, Auferstehungstafel, Pietà und Taufbecken in der kath. Pfarrkirche St. Heinrich in Esch-sur-Alzette, Luxemburg[14]
- farbige Steingravuren um die Portale der Stadtkirche Triberg
- Wand-, Pfeiler- und Deckenbilder mit Theo Heiermann, in St. Otger, Stadtlohn, Architekt bei der Renovierung, 1983/1984, Nikolaus Rosiny
- Zelebrationsaltar in der Wallfahrtskirche Maria in der Tanne, Triberg
- Zelebrationsaltar in der Pfarrkirche St. Sebastian in Triberg-Nußbach
- Zelebrationsaltar in der Pfarrkirche St. Joseph in Triberg-Gremmelsbach
- Zelebrationsaltar in St. Sebastian in Pfrungen, Ambo und Stuckrelief hinter einem Marienaltarbild. Die Malereien im Chorbogen und in den Fensterlaibungen, sowie die Neueinfassung des Altarbildes wurden von Clemens Hillebrand entworfen und ausgeführt
- Kreuzweg in der Saarbrücker Kirche Maria Königin[10]
- Kreuzweg mit Karl Winter und Wetterfahne auf dem Turmhelm, Christi Auferstehung in Bonn Röttgen
- Kreuzweg in St. Mariä Empfängnis in Monschau mit Theo Heiermann
- Hochaltar in der Pfarrkirche St. Stephanus in Polch[10]
- Hochaltar aus Savonnières-Kalkstein mit Theo Heiermann in der Liebfrauenkirche in Koblenz (das Fastenbild mit den Arma Christi auf der Retabelrückseite malte Clemens Hillebrand)
- Altarraum in der Pfarrkirche Mariä Heimsuchung in Wadgassen[10]
- Altarretabel und Portal in der Wallfahrtskirche St. Adelheid am Pützchen[15]
- Parusierelief in der Pax Christi Kirche in Essen
- Wandmalerei mit Theo Heiermann in der Kirche St. Monika in Überherrn im Saarland, 1979–1981
- Altar, Mariensäule und Sakramentssäule im Nevigeser Wallfahrtsdom
- Entwurf und Ausführung Ausmalung Innenraum Kapelle St. Georg, Köln-Weiß[16]

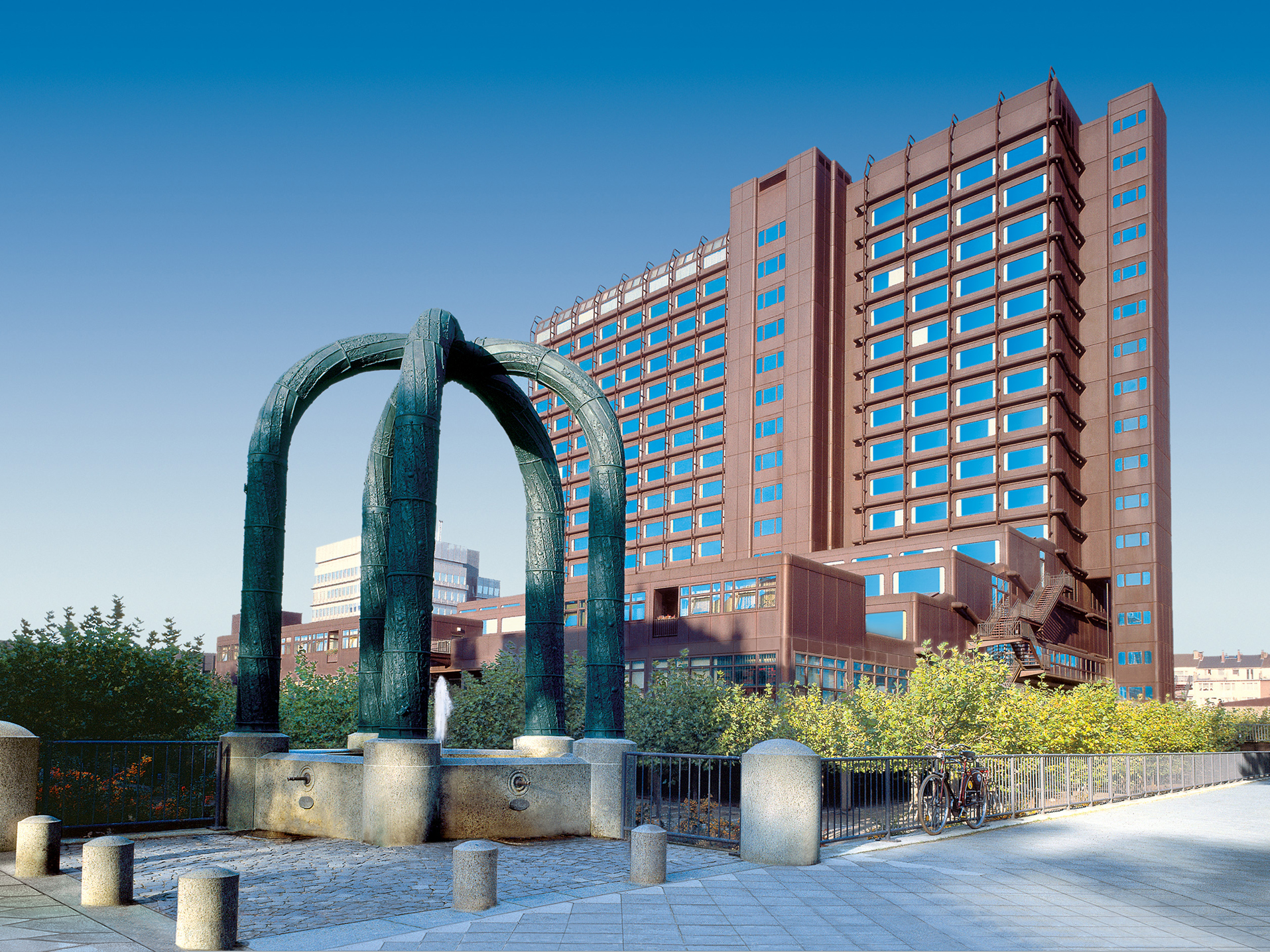
Zierbrunnen Fünf Bronzebögen (1981), Düsseldorf
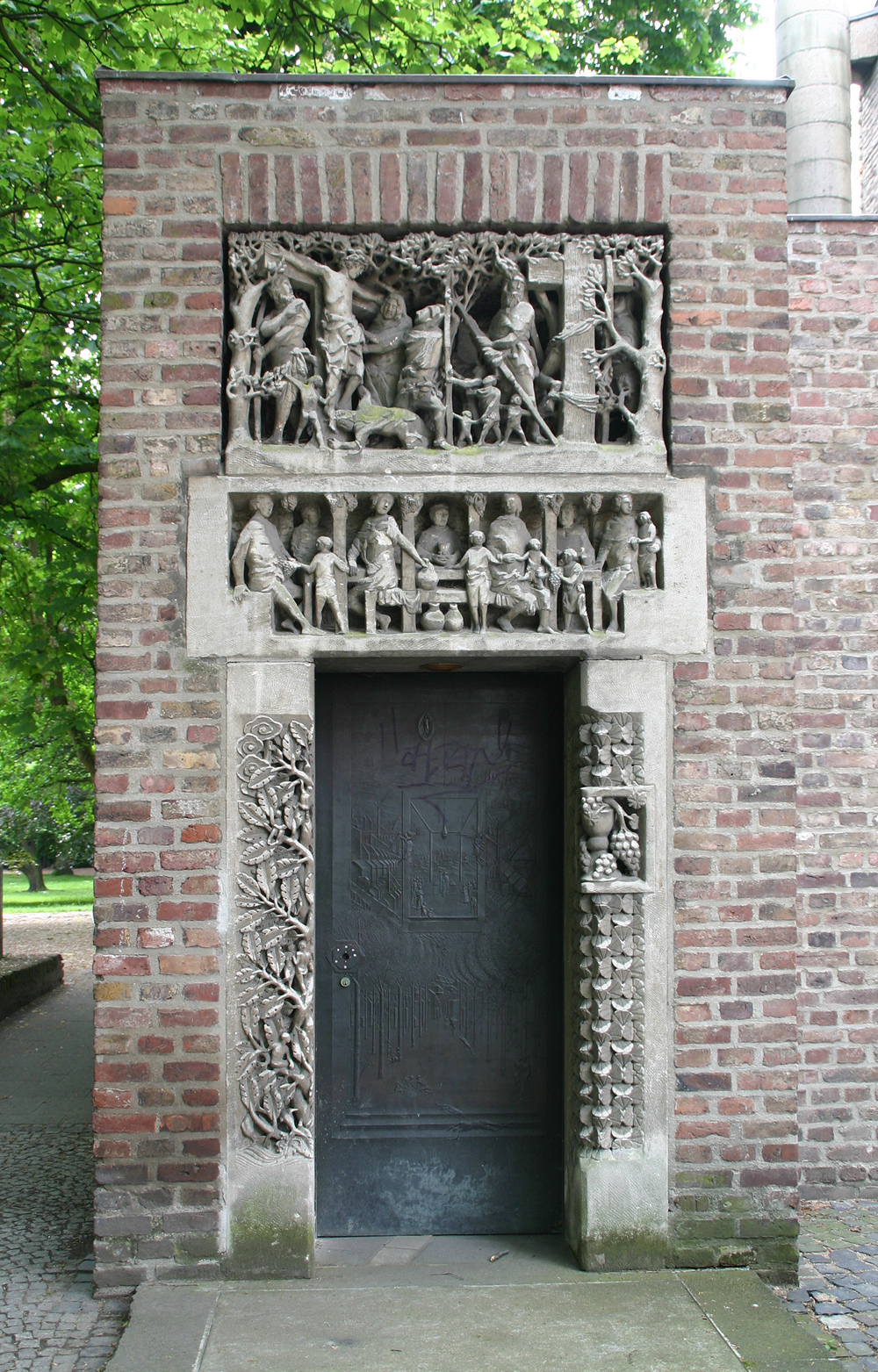
Seitenportal von Neu St. Alban, Köln
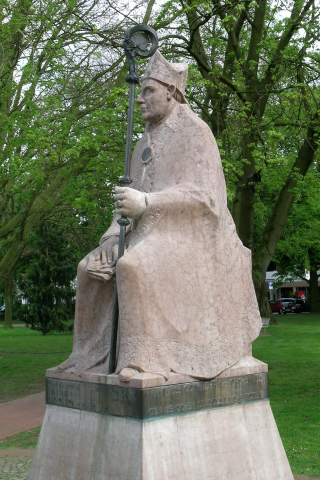
Statue Kardinal Galen, Haltern am See
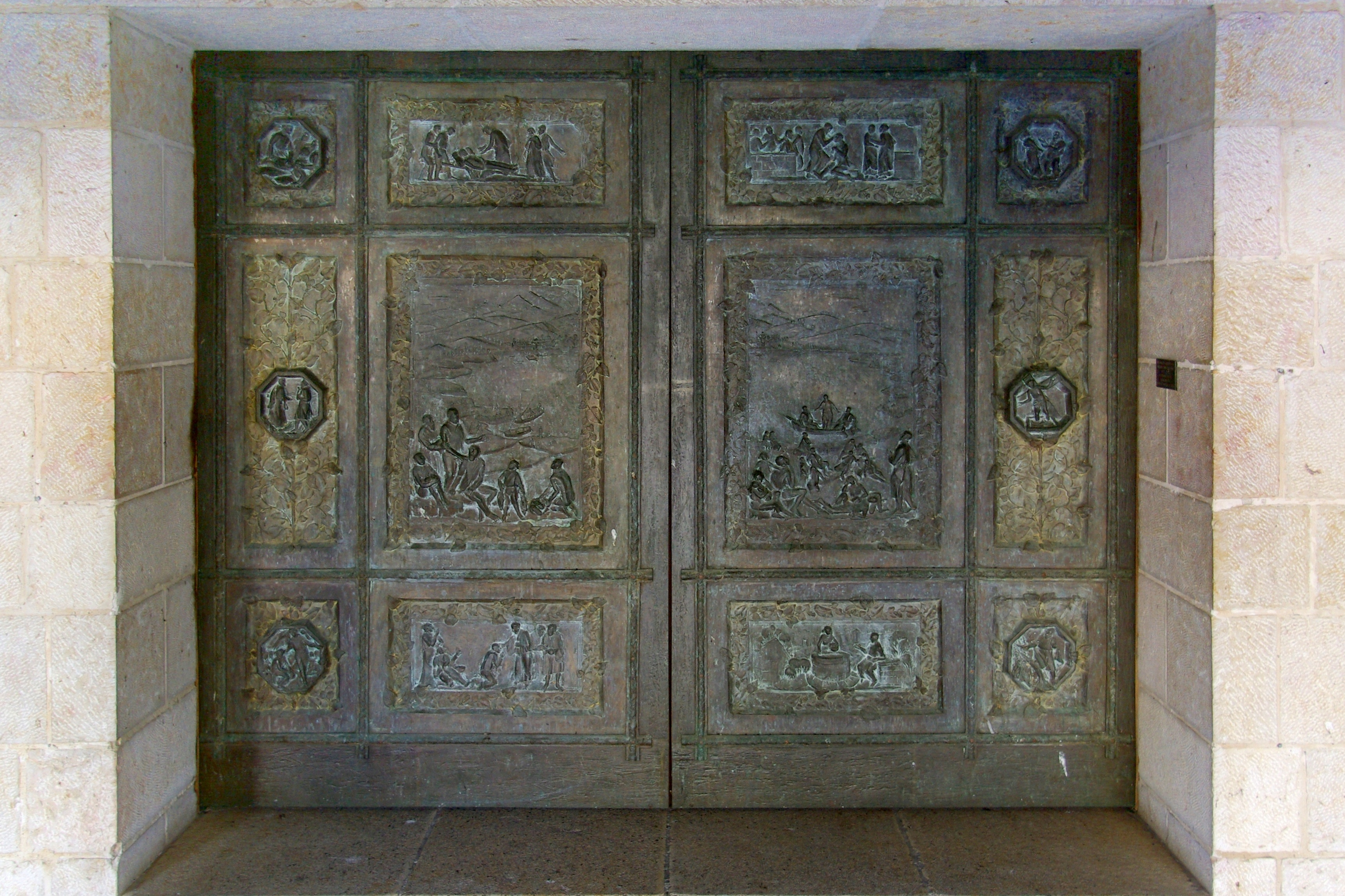
Brotvermehrungskirche, Tabgha, Portal
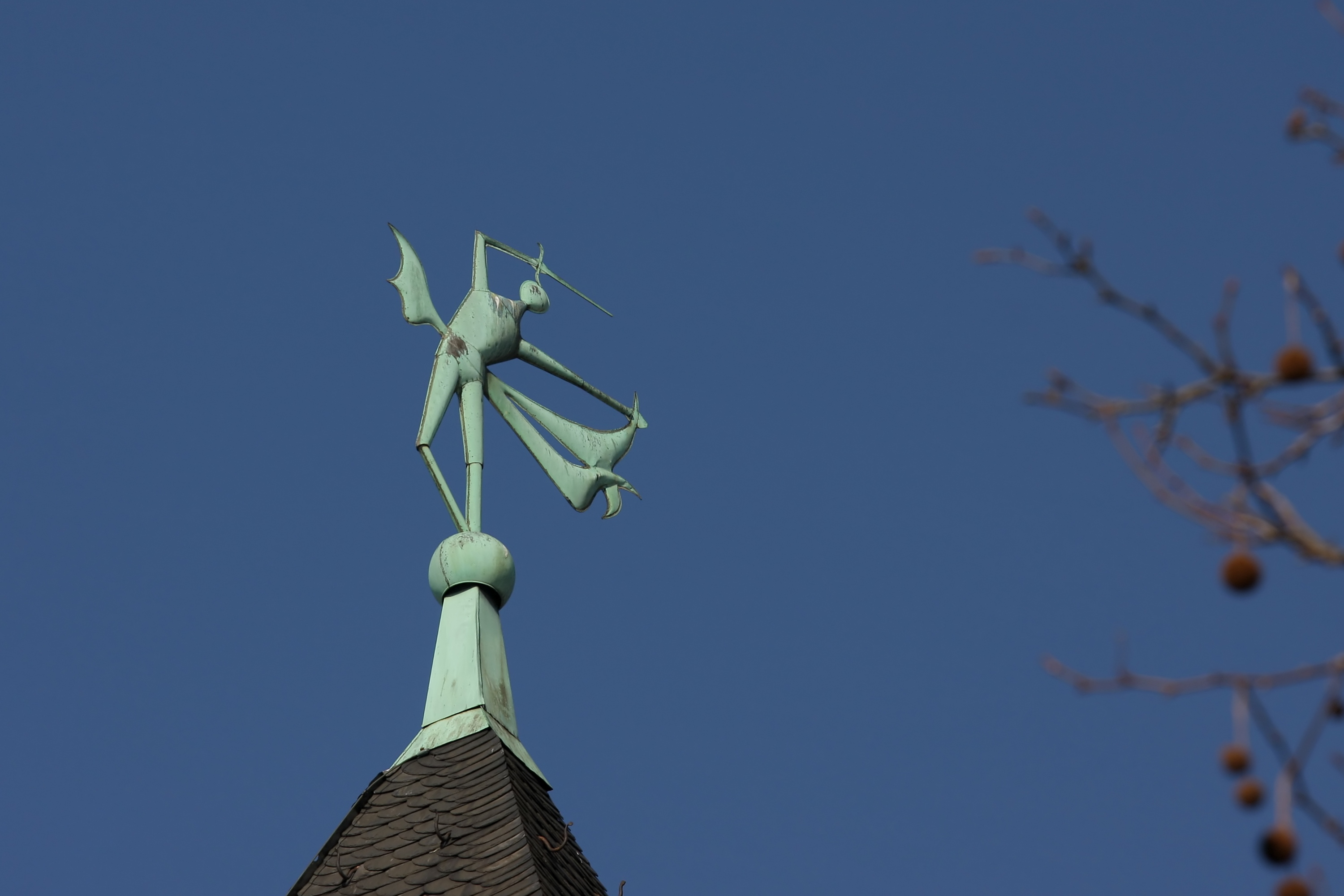
Wetterfahne auf Klein St. Martin
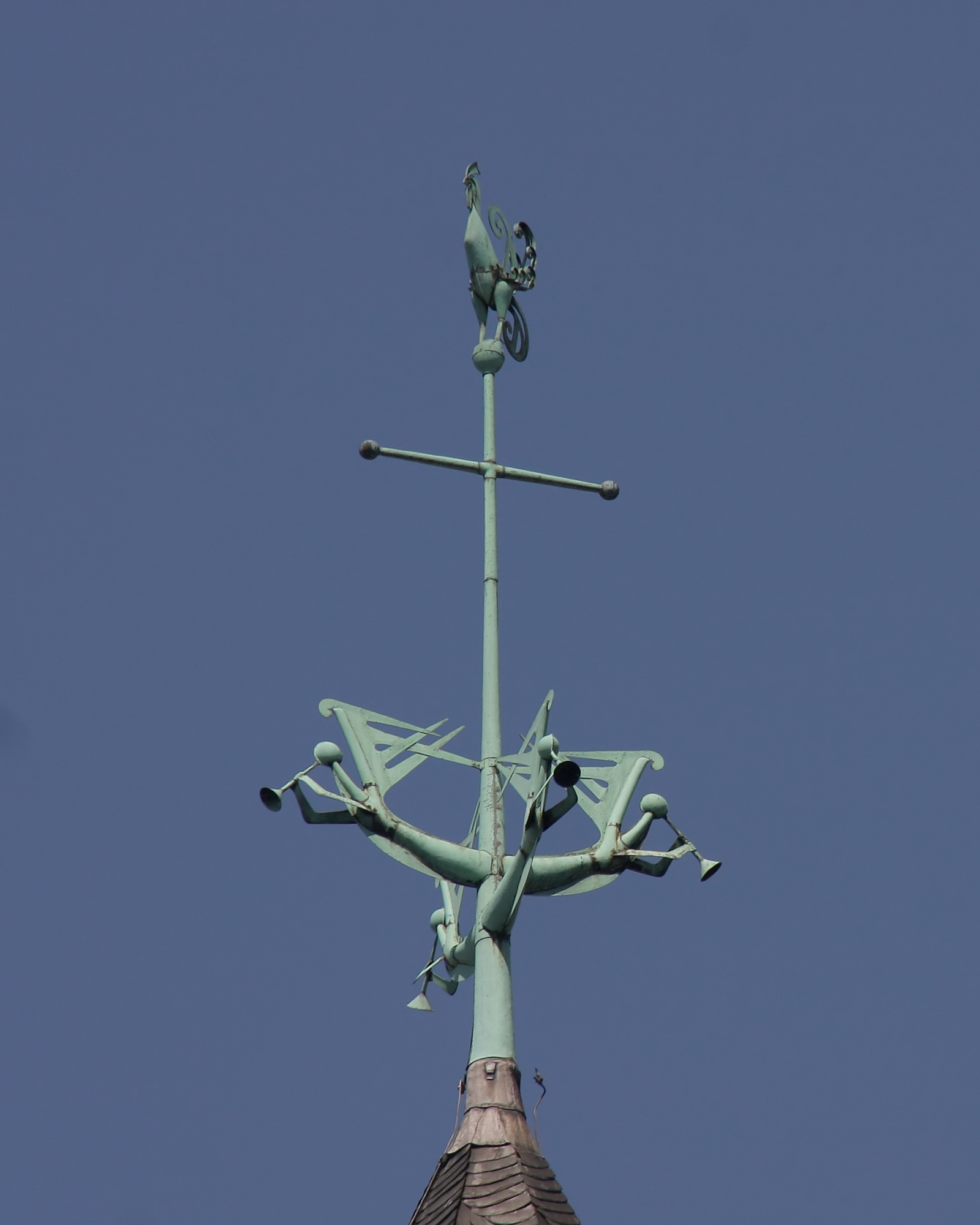
Wetterfahne auf St. Andreas
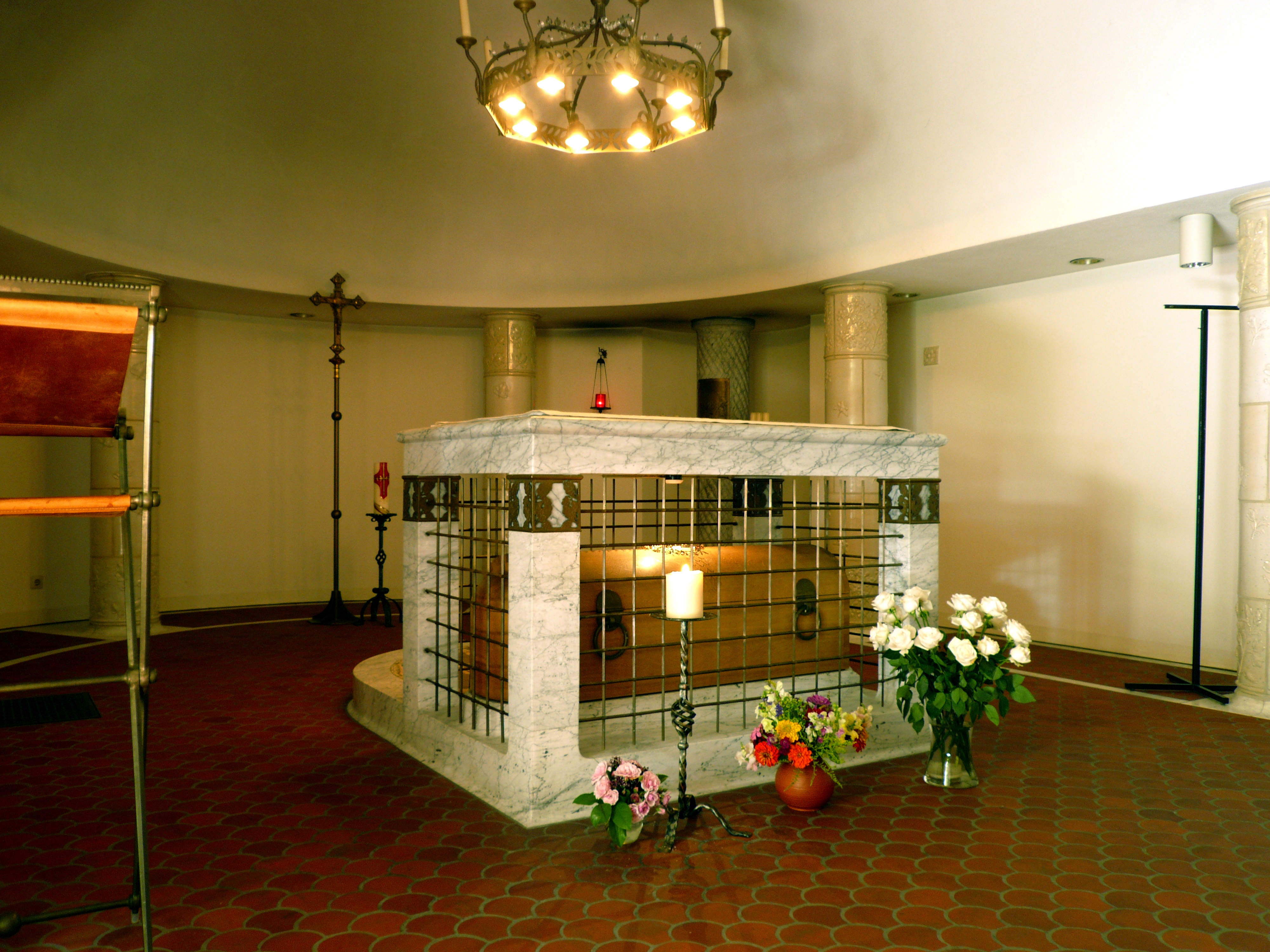
Sarkophag der Ulrika von Hegne in der Krypta des Klosters Hegne

## Publikationen
- Der Dom zu Essen, Altarfries. 1982.
- Skulpturen und Zeichnungen. Suermondt-Ludwig-Museum, Aachen 1984.
- Weihe der Krypta zu Ehren der seligen Ulrika von Hegne. Allensbach-Hegne 1991.
- Johann Caspar Goethe: Reise durch Italien im Jahr 1740. Hrsg. von der Deutsch-Italienischen Vereinigung, Frankfurt am Main. Aus dem Italienischen übersetzt und kommentiert von Albert Meier unter Mitarbeit von Heide Hollmer. Mit 15 Zeichnungen von Elmar Hillebrand. 4. Auflage. dtv, München 1999, ISBN 978-3-423-12680-9.